# Udacity
Udacity é uma organização educacional com fins lucrativos fundada por Sebastian Thrun, David Stavens, e Mike Sokolsky.
Nasceu de um experimento da Universidade de Stanford, em que Sebastian Thrun e Peter Norvig ofereceram o curso on-line de "Introdução à Inteligência Artificial" para qualquer pessoa, gratuitamente. Mais de 160 mil alunos em mais de 190 países realizaram a inscrição. Começou a operar no ano de 2011. Segundo a empresa, seu objetivo é tornar a educação de ponta acessível para todos.

## História
Conhecida no Brasil como a Universidade do Vale do Silício, a Udacity surgiu neste ecossistema inovador dos Estados Unidos em 2011, após o experimento que o professor da Universidade Stanford Sebastian Thrun desenvolveu ao lado do diretor de pesquisa do Google Peter Norvig.
Ambos decidiram ofereceram um curso online e gratuito sobre “Introdução à Inteligência Artificial”. Mais de 160 mil alunos de 190 países fizeram a inscrição. Após esse episódio, Thrun percebeu que havia a necessidade de uma universidade voltada para tecnologia que fosse prática, barata, acessível e altamente eficaz para o mundo.
A Udacity é, portanto, uma plataforma online e global que conecta educação e mercado de trabalho, oferecendo aos estudantes as habilidades que eles precisam para se preparar para as profissões do futuro, hoje. Isso é feito por meio de cursos online, chamados de Nanodegree, em áreas como ciência de dados, inteligência artificial, negócios e programação.
Os conteúdos dos cursos são criados em parceria com as principais empresas de tecnologia e negócios do mundo, como Google, Facebook, Amazon, IBM, Nvidia e Mercedes-Benz, entre outras. Além disso, a Udacity oferece aos alunos o aprendizado por projetos: todo estudante realiza diversos projetos durante o Nanodegree, aplicando os conceitos aprendidos, e recebendo uma revisão, linha por linha, de especialistas na área.

### 1.1. Sobre a empresa
Fundada por Sebastian Thrun — professor de pesquisa na Universidade Stanford, ex-membro do Google, bem como o inventor do carro autônomo e líder do projeto Google Glass —, a Udacity hoje é dirigida pelo CEO Vishal Makhijani.
Com cerca de 500 funcionários ao redor do mundo, a Udacity está sediada nos Estados Unidos e possui escritórios em países como Alemanha, Arábia Saudita, Brasil, China, Egito, Emirados Árabes Unidos e Índia.
Há atualmente mais de 7 mil alunos ativos nos cursos da Udacity só no Brasil, chegando a 50 mil em todo o mundo.
Além disso, em 2017, a Udacity fechou o ano com uma receita global no valor de US$ 70 milhões e 8 milhões de estudantes (entre os matriculados em cursos gratuitos e pagos) em mais de 160 países no mundo todo, segundo Clarissa Shen, COO da empresa.

### 1.2. Missão
De acordo com Sebastian Thrun, “we are in the hospitality business”, ou seja, o foco de negócios da Udacity é baseado na hospitalidade. Segundo a empresa, seu objetivo é entregar aos alunos a melhor experiência, desde o momento do primeiro contato pré-compra até o pós-curso. 
Com isso, a Udacity quer se consolidar como o melhor produto de educação focado em carreira do planeta — atuando de forma escalável.
Sua missão é democratizar a educação e trazer para o mundo um ensino superior acessível, envolvente e altamente eficaz. Acreditando que a educação superior é um direito humano básico, a Udacity busca capacitar seus alunos para que eles possam evoluir em seus estudos e carreiras.
Para isso, defende o lifelong learning — ou aprendizado contínuo — como uma mentalidade necessária para as carreiras do futuro. "Aprender novas habilidades não é mais um diferencial, assim como não é mais algo que você faz apenas quando está em busca de uma grande guinada profissional. Para se manter relevante, competitivo e em alta no mundo de hoje, é preciso firmar um compromisso com o aprendizado contínuo — e não importa qual é seu cargo ou plano de carreira", conforme o blog da empresa.

### 1.3. Surgimento dos MOOCs
O termo MOOC (do inglês Massive Open Online Course) é utilizado para designar qualquer curso online, aberto e massivo, isto é, que atinja um número indefinido de pessoas.
Não existe um consenso sobre qual foi o primeiro MOOC disponibilizado na internet, mas de acordo Cathy Davidson, co-fundadora da HASTAC — empresa que oferece ferramentas e metodologias para a sala de aula —, sua companhia ofereceu o primeiro curso online entre os anos de 2006 e 2007, atingindo cerca de 100 mil pessoas.
Outros analisam que esse feito ocorreu em 2008, quando Stephen Downes e George Siemens montaram um curso online com o objetivo de provar que era possível promover um aprendizado aberto e "conectivista" através de uma plataforma digital.
Nessa discussão, também é mencionada a possibilidade de que Sebastian Thrun e Peter Norvig tenham sido os primeiros a desenvolverem um MOOC em 2011, quando ministraram seu curso de introdução à inteligência artificial em Stanford.

## 2. Formato dos cursos Nanodegree
O objetivo da Udacity é capacitar seus alunos para as profissões do futuro e, para isso, oferece cursos Nanodegree. Cada um deles ensina as habilidades mais demandadas pelas empresas, uma vez que o conteúdo dos cursos é criado em parceria com as maiores empresas de tecnologia e negócios do mundo, como Google, Facebook, Amazon, IBM e Nvidia e Mercedes-Benz.
Com duração de 1 a 6 meses por período no Brasil, os cursos oferecem ao final uma certificação reconhecida no mercado de trabalho para os alunos formados. Segundo a empresa, um de seus diferenciais são os preços competitivos. 
Além disso, o Nanodegree da Udacity conta com ferramentas que o diferenciam dos MOOCs tradicionais, como o aprendizado por projeto e revisão personalizada das entregas, além de acesso à uma comunidade online para interagir com os alunos e mentores.
Especialmente quanto ao aprendizado por projetos, os alunos realizam uma série de projetos práticos para colocar em prática os conceitos aprendidos em aula. Após cada entrega, esse projeto é revisado, linha por linha, para que os estudantes recebem feedbacks únicos para acelerar a curva de aprendizado. Ao final, todos saem com um portfólio completo de projetos para apresentar ao mercado. 

## 3. Lista de cursos Nanodegree disponíveis
Os cursos Nanodegree da Udacity disponíveis no Brasil são divididos em cinco principais categorias ou escolas: Ciência de Dados, Inteligência Artificial, Negócios, Desenvolvimento e Sistemas Autônomos. Até o fim de setembro de 2018, foram contabilizados 38 opções de cursos.

## 4. Formato dos cursos livres
Oferecidos de forma online e completamente gratuita, os cursos livres da Udacity estão disponíveis nas mais variadas temáticas dentro do âmbito de tecnologia e negócios. Há opções de nível iniciante, intermediário e avançado, embora não exista nenhum tipo de restrição para realizar o acesso ao curso.
Diferentemente dos cursos Nanodegree, os cursos livres da Udacity não oferecem metodologia de aprendizado por projetos, feedbacks personalizados, interação e mentoria, nem certificação após a conclusão.

### 4.1. Udacity Experience
Em 2018, a Udacity passou a oferecer no Brasil um novo modelo de cursos em sua plataforma no Brasil. Chamada de Udacity Experience, a iniciativa tem como objetivo oferecer aos alunos o aprendizado por projeto com feedback personalizado de especialistas dentro de cursos livres — os valores investidos nessa modalidade podem ser recuperados na forma de desconto ao comprar um Nanodegree.
Existem quatro opções de cursos disponíveis neste novo formato até setembro de 2018: Introdução à Estatística Descritiva, Teste A/B, Fundamentos de JavaScript e Análise de Dados com R.
Neste modelo, o aluno realiza um projeto para colocar em prática os conhecimentos adquiridos, recebe revisão personalizada com sugestões de melhoria na sua entrega e dá início à construção de um portfólio profissional, comprovando que possui habilidades exigidas pelo mercado de trabalho. O estudante recebe também um certificado ao final da Udacity Experience.

## 5. Lista de cursos livres disponíveis
Até novembro de 2018, foram contabilizadas 184 opções de cursos livres disponíveis no site da Udacity, divididos em quatro principais temáticas: Negócios, Ciência de Dados & Inteligência de Dados, Desenvolvimento e Outros temas.

## 6. Importância da certificação para o mercado
Ao longo do curso Nanodegree da Udacity, os alunos realizam diversos projetos para colocar em prática os conteúdos aprendidos e, com isso, constroem um portfólio real para apresentar aos recrutadores em processos seletivos no mercado de trabalho. 
Os estudantes recebem ainda uma certificação ao final do curso, que é reconhecida pela indústria em âmbito internacional, uma vez que a Udacity atua em mais de 160 países e utiliza esse mesmo documento para evidenciar a conclusão de um Nanodegree com sucesso.
Além disso, existem hoje mais de 60 empresas parceiras de contratação da Udacity só no Brasil. Isso significa que essas companhias já demonstraram interesse em recrutar e selecionar ex-alunos que concluíram um curso Nanodegree. Dentre elas, destacam-se nomes como Itaú, Globo.com, 99, IBM, Accenture, Cielo, TOTVS e Telefônica.

## 7. Premiações
Em 26 de novembro de 2012, Sebastian Thrun recebeu a premiação da "Inaugural Smithsonian Ingenuity Award in Education" devido ao seu trabalho com a plataforma Udacity, cujo artigo premiado foi o  "How Artificial Intelligence Can Change Higher Education". 
A Udacity recebeu três reconhecimentos de instituições relevantes para o seu mercado em 2017:
Em maio, foi reconhecida como uma das 50 empresas mais disruptivas de 2017 pela CNBC;
Em junho, entrou para a lista das 50 empresas mais inteligentes do relatório de tecnologia de 2017 do MIT — sendo a única do segmento de educação mencionada;
Já em novembro, o LinkedIn nomeou a Udacity uma das 50 "LinkedIn Top Companies | Startups" de 2017.
Em 2018, a Udacity foi considerada a oitava empresa mais disruptiva do mundo, segundo ranking da CNBC no mês de maio.

## 8. Líderes
O quadro de líderes da Udacity atualmente é composto por:
- Sebastian Thrun — Presidente e Fundador[29];
- Vish Makhijani — CEO[30];
- Clarissa Shen — Chief Operating Officer[31];
- Heather Sullivan-Clish — Chief People Officer;
- Kathleen Mullaney — Vice presidente de Carreiras;
- Markus Spiering — VP of Product and Student Experience[32];
- James Richards — VP, Engineering;
- Stuart Frye — VP, Business Development;
- Kirsten Mellor — General Counsel;
- Nikhil Abraham — Chief Financial Officer;
- Caroline Finch — VP, Growth;
- Alper Tekin — GM, Enterprise;
- Alex Varel — VP, Enterprise Sales;